# Augustin Nsanze
Augustin Nsanze (* 1953 in Kibumbu, Distrikt Mbuye, Provinz Muramvya) ist ein Historiker, Diplomat und Politiker aus Burundi.

## Biografie
Nach einem Studium an der Universität von Burundi, das er mit akademischen Graden in Geschichte und Geographie beendete, wurde er 1978 zunächst Geschichtslehrer am Lycee Clarte-Notre Dame in Bujumbura, wechselte aber bereits 1979 als Dozent für Geschichte an die Universität von Burundi, an die er 1987 zum Professor für Geschichte berufen wurde. Zwischenzeitlich war er von 1987 bis 1990 als Berater des Direktors der Abteilung für wissenschaftliche Forschung und danach als Leiter des Wissenschaftlichen Forschungsdienstes tätig, ehe er 1992 seine Tätigkeit als Geschichtsprofessor wieder aufnahm. Darüber hinaus erwarb er einen Doktortitel (Dr. phil.) in Geschichte der Sorbonne.
Neben seiner Tätigkeit als Hochschullehrer war er zwischen 1992 und 1993 auch Berater von Präsident Pierre Buyoya in sozialen und kulturellen Angelegenheiten. 1998 begann er eine einjährige Tätigkeit als Berater für die Geschichte Burundis beim Büro der UNESCO in Nairobi. 1999 folgte er einer Einladung als Gastprofessor an der Universität Leiden und war danach zwischen 2001 und 2003 als Forschungsassistent an der Universität Laval in Québec tätig.
2004 wurde er Berater der Ständigen Vertretung bei den Vereinten Nationen in New York und war danach von 2006 bis 2008 Botschafter von Burundi in Äthiopien. Zugleich war er als Botschafter in Dschibuti sowie Ständiger Vertreter bei der Afrikanischen Union und der UN-Wirtschaftskommission für Afrika in Addis Abeba akkreditiert. Am 7. Mai 2008 wurde er Ständiger Vertreter bei der UN in New York.
Bereits wenige Monate später kehrte er nach Burundi zurück, nachdem ihn Präsident Pierre Nkurunziza am 29. Januar 2009 zum Außenminister ernannt hatte. In dieser Funktion erreichte er einen Schuldenerlass durch Japan in Höhe von 37,5 Millionen US-Dollar. Im November 2011 wurde er im Zuge einer größeren Regierungsumbildung im Amt von Laurent Kavakure abgelöst.

## Veröffentlichungen
- „Un domaine royal au Burundi, Mbuye, Env. 1850–1945“, 1980, ISBN 978-2-85970-004-1
- „Le Burundi Ancien: L'economie Du Pouvoir De 1875 a 1920“, 2001, ISBN 978-2-7475-1303-6
- „Le Burundi Contemporain: L'etat-Nation En Question (1956–2002)“, 2003, ISBN 978-2-7475-1321-0